# Lungotevere Portuense
Il lungotevere Portuense è il tratto di lungotevere che collega ponte Sublicio a ponte Testaccio, a Roma, nel quartiere Portuense.
Il lungotevere prende nome dall'antica via Portuensis, così chiamata perché conduceva alla città di Porto; è stato istituito con delibera del 20 luglio 1887.
Vi si trovano l'arsenale pontificio di Ripa Grande, un ex cantiere navale della Marina Pontificia, e i resti della cinquecentesca villa della Porta Rodiani: il portale e una piccola costruzione assegnata a Girolamo Rainaldi.

## Trasporti
|  | È raggiungibile dalla stazione di Roma Trastevere. |